# 1991-es Formula–1 monacói nagydíj
A monacói nagydíj volt az 1991-es Formula–1 világbajnokság negyedik futama, melyet 1991. május 12-én rendeztek. Ez volt a bajnokság negyedik versenye. A 78 körös versenyt a pole pozícióból induló Ayrton Senna nyerte a McLarennel, akinek ez volt szezonbeli negyedik győzelme és egyben Monacóban is a negyedik győzelme. A második helyen a williamses Nigel Mansell, a harmadikon a ferraris Jean Alesi ért célba.

## Időmérők

### Prekvalifikáció
Ezt a szakaszt viszonylag simán nyerte a Dallara és a Jordan. JJ Lehto volt a leggyorsabb, őt követte Andrea de Cesaris, majd Emanuele Pirro és Bertrand Gachot. Gachot több mint egy másodperccel volt gyorsabb az ötödik Nicola Larininél a Modenával.
| Helyezés | Rajtszám | Pilóta             | Csapat            | Idő      | Különbség |
| -------- | -------- | ------------------ | ----------------- | -------- | --------- |
| 1        | 22       | JJ Lehto           | Dallara-Judd      | 1:23.260 | —         |
| 2        | 33       | Andrea de Cesaris  | Jordan-Ford       | 1:23.538 | +0.278    |
| 3        | 21       | Emanuele Pirro     | Dallara-Judd      | 1:24.421 | +1.161    |
| 4        | 32       | Bertrand Gachot    | Jordan-Ford       | 1:24.802 | +1.542    |
| 5        | 34       | Nicola Larini      | Lambo-Lamborghini | 1:25.893 | +2.633    |
| 6        | 35       | Eric van de Poele  | Lambo-Lamborghini | 1:26.282 | +3.022    |
| 7        | 31       | Pedro Chaves       | Coloni-Ford       | 1:27.389 | +4.129    |
| 8        | 14       | Olivier Grouillard | Fondmetal-Ford    | 1:27.759 | +4.499    |

### Időmérő edzés
Nem volt túlzottan meglepő, hogy Senna pole pozíciót ért el, az viszont már annál inkább, hogy a második helyre Stefano Modena került a Tyrrell-lel, aki kihasználta a Pirelli-gumik jobb tapadását. Mögötte harmadik helyen a williamses Riccardo Patrese futott be. A Footwork-ös Alex Caffi az uszodánál nagy balesetet szenvedett szombaton, ráadásul csütörtökön nem tudott részt venni az edzésen váltóproblémák miatt, mindezek miatt pedig végül nem indult a versenyen. Martin Brundle-t nem engedték részt venni az időmérőn, mert a csütörtöki szabadedzés után nem ment át a mérlegelésen.
| #  | Rajtszám | Pilóta             | Csapat             | Q1         | Q2         | Különbség |
| -- | -------- | ------------------ | ------------------ | ---------- | ---------- | --------- |
| 1  | 1        | Ayrton Senna       | McLaren-Honda      | 1:20.508   | 1:20.344   | —         |
| 2  | 4        | Stefano Modena     | Tyrrell-Honda      | 1:23.442   | 1:20.809   | +0.465    |
| 3  | 6        | Riccardo Patrese   | Williams-Renault   | 1:22.057   | 1:20.973   | +0.629    |
| 4  | 20       | Nelson Piquet      | Benetton-Ford      | 1:22.816   | 1:21.159   | +0.815    |
| 5  | 5        | Nigel Mansell      | Williams-Renault   | 1:23.274   | 1:21.205   | +0.861    |
| 6  | 2        | Gerhard Berger     | McLaren-Honda      | 1:21.222   | 1:21.583   | +0.878    |
| 7  | 27       | Alain Prost        | Ferrari            | 1:22.113   | 1:21.455   | +1.111    |
| 8  | 19       | Roberto Moreno     | Benetton-Ford      | 1:23.476   | 1:21.804   | +1.460    |
| 9  | 28       | Jean Alesi         | Ferrari            | 1:22.966   | 1:21.910   | +1.566    |
| 10 | 33       | Andrea de Cesaris  | Jordan-Ford        | 1:24.257   | 1:22.764   | +2.420    |
| 11 | 3        | Nakadzsima Szatoru | Tyrrell-Honda      | 1:24.435   | 1:22.972   | +2.628    |
| 12 | 21       | Emanuele Pirro     | Dallara-Judd       | 1:23.311   | 1:23.022   | +2.678    |
| 13 | 22       | JJ Lehto           | Dallara-Judd       | 1:23.023   | 1:23.983   | +2.679    |
| 14 | 23       | Pierluigi Martini  | Minardi-Ferrari    | 1:24.101   | 1:23.064   | +2.720    |
| 15 | 15       | Maurício Gugelmin  | Leyton House-Ilmor | 1:24.920   | 1:23.394   | +3.050    |
| 16 | 25       | Thierry Boutsen    | Ligier-Lamborghini | 1:24.728   | 1:23.431   | +3.087    |
| 17 | 24       | Gianni Morbidelli  | Minardi-Ferrari    | 1:24.481   | 1:23.584   | +3.240    |
| 18 | 16       | Ivan Capelli       | Leyton House-Ilmor | 1:25.040   | 1:23.642   | +3.298    |
| 19 | 30       | Szuzuki Aguri      | Lola-Ford          | 1:26.380   | 1:23.898   | +3.554    |
| 20 | 17       | Gabriele Tarquini  | AGS-Ford           | 1:25.078   | 1:23.909   | +3.565    |
| 21 | 29       | Éric Bernard       | Lola-Ford          | 1:25.370   | 1:24.079   | +3.735    |
| 22 | 8        | Mark Blundell      | Brabham-Yamaha     | 1:25.500   | 1:24.109   | +3.765    |
| 23 | 26       | Érik Comas         | Ligier-Lamborghini | 1:24.747   | 1:24.151   | +3.807    |
| 24 | 32       | Bertrand Gachot    | Jordan-Ford        | 1:24.540   | 1:24.208   | +3.864    |
| 25 | 9        | Michele Alboreto   | Footwork-Porsche   | 1:27.843   | 1:24.606   | +4.262    |
| 26 | 11       | Mika Häkkinen      | Lotus-Judd         | 1:24.868   | 1:24.829   | +4.485    |
| 27 | 12       | Julian Bailey      | Lotus-Judd         | 1:28.772   | 1:26.995   | +6.651    |
| 28 | 18       | Fabrizio Barbazza  | AGS-Ford           | 1:28.060   | 1:27.079   | +6.735    |
| 29 | 10       | Alex Caffi         | Footwork-Porsche   | idő nélkül | idő nélkül | —         |
| EX | 7        | Martin Brundle     | Brabham-Yamaha     | —          | —          | —         |

## Futam
A rajtnál Senna meglépett, mögötte Modena, Patrese, Mansell és Prost jöttek. Az első kanyarban Berger belement hátulról Piquet-be - ő visszaesett a mezőny végére, Piquet autóján pedig eltört a felfüggesztés. Nem sokáig tartott Berger versenye sem, mert hamarosan kiesett. Senna ezalatt jókora előnyt szerzett üldözői előtt. A jordanes de Cesaris utolérte Alesit, és a hetedik helyen haladva az utolsó pontszerző helyért küzdött - de végül fel kellett adnia a küzdelmet a beragadt gázpedálja miatt. A 24. körben a lolás Szuzuki eltalálta a falat a St. Devote-ban, Nakadzsima pedig a 35. körben pördült ki, miután összeütközött a Nouvelle sikánban Martinivel. Stefano Modenát ezalatt feltartotta a dallarás Emanuele Pirro, hiába lobogtatták neki több körön keresztül a kék zászlót. A 42. körben aztán Modena motorja is megadta magát az alagútban. Emiatt olaj került az aszfaltra, amin Patrese is megcsúszott és kiesett. Ekkorra már Alboreto sem volt versenyben, motorhiba miatt. Blundell a Brabhammel ugyancsak pórul járt az olajfoltok miatt, pedig már a 10. helyen haladt. Eközben Senna már hatalmas előnnyel vezetett Prost és Mansell előtt. Mansell a sikánban egy merész manőverrel előzött és megszerezte a második helyet. Prost versenyét egy lassú defekt tette tönkre, amit súlyosbított a lassú kerékcsere, így végül csak ötödik lett.
Senna élete negyedik monacói győzelmét aratta 18 másodperces előnnyel Mansell, Alesi, Moreno, Prost és Pirro előtt. Mansell szezonbeli első pontjait szerezte a második helyével. Érdekesség, hogy Senna, miután megnyerte a versenyt és lelassított, azt a téves utasítást kapta a csapatától, hogy menjen még egy kört, ugyanis elszámolták magukat.
|         | Rsz. | Versenyző          | Csapat             | Körök | Idő/Kiesések  | Rajthely | Pontok |
| ------- | ---- | ------------------ | ------------------ | ----- | ------------- | -------- | ------ |
| 1       | 1    | Ayrton Senna       | McLaren-Honda      | 78    | 1:53:02,334   | 1        | 10     |
| 2       | 5    | Nigel Mansell      | Williams-Renault   | 78    | + 18,348      | 5        | 6      |
| 3       | 28   | Jean Alesi         | Ferrari            | 78    | + 47,455      | 9        | 4      |
| 4       | 19   | Roberto Moreno     | Benetton-Ford      | 77    | + 1 kör       | 8        | 3      |
| 5       | 27   | Alain Prost        | Ferrari            | 77    | + 1 kör       | 7        | 2      |
| 6       | 21   | Emanuele Pirro     | Dallara-Judd       | 77    | + 1 kör       | 12       | 1      |
| 7       | 25   | Thierry Boutsen    | Ligier-Lamborghini | 76    | + 2 kör       | 16       |        |
| 8       | 32   | Bertrand Gachot    | Jordan-Ford        | 76    | + 2 kör       | 23       |        |
| 9       | 29   | Éric Bernard       | Lola-Ford          | 76    | + 2 kör       | 13       |        |
| 10      | 26   | Érik Comas         | Ligier-Lamborghini | 76    | +2 kör        | 26       |        |
| 11      | 22   | Jyrki Järvilehto   | Dallara-Judd       | 75    | + 3 kör       | 21       |        |
| 12      | 23   | Pierluigi Martini  | Minardi-Ferrari    | 72    | + 6 kör       | 14       |        |
| Kiesett | 11   | Mika Häkkinen      | Lotus-Judd         | 64    | Olajszivárgás | 25       |        |
| Kiesett | 24   | Gianni Morbidelli  | Minardi-Ferrari    | 49    | Váltó         | 17       |        |
| Kiesett | 15   | Maurício Gugelmin  | Leyton House-Ilmor | 43    | Gázadagoló    | 15       |        |
| Kiesett | 4    | Stefano Modena     | Tyrrell-Honda      | 42    | Motorhiba     | 2        |        |
| Kiesett | 6    | Riccardo Patrese   | Williams-Renault   | 42    | Kicsúszás     | 3        |        |
| Kiesett | 8    | Mark Blundell      | Brabham-Yamaha     | 41    | Kicsúszás     | 19       |        |
| Kiesett | 9    | Michele Alboreto   | Footwork-Porsche   | 39    | Motorhiba     | 22       |        |
| Kiesett | 3    | Nakadzsima Szatoru | Tyrrell-Honda      | 35    | Kicsúszás     | 11       |        |
| Kiesett | 30   | Szuzuki Aguri      | Lola-Ford          | 24    | Motorhiba     | 20       |        |
| Kiesett | 33   | Andrea de Cesaris  | Jordan-Ford        | 21    | Gázadagoló    | 10       |        |
| Kiesett | 16   | Ivan Capelli       | Leyton House-Ilmor | 12    | Fékek         | 18       |        |
| Kiesett | 17   | Gabriele Tarquini  | AGS-Ford           | 9     | Váltó         | 24       |        |
| Kiesett | 2    | Gerhard Berger     | McLaren-Honda      | 9     | Kicsúszás     | 6        |        |
| Kiesett | 20   | Nelson Piquet      | Benetton-Ford      | 0     | Felfüggesztés | 4        |        |
| NK      | 12   | Julian Bailey      | Lotus-Judd         |       |               |          |        |
| NK      | 18   | Fabrizio Barbazza  | AGS-Ford           |       |               |          |        |
| NK      | 10   | Alex Caffi         | Footwork-Porsche   |       |               |          |        |
| NK      | 7    | Martin Brundle     | Brabham-Yamaha     |       |               |          |        |
| NeK     | 34   | Nicola Larini      | Lambo-Lamborghini  |       |               |          |        |
| NeK     | 35   | Eric van de Poele  | Lambo-Lamborghini  |       |               |          |        |
| NeK     | 31   | Pedro Chaves       | Coloni-Ford        |       |               |          |        |
| NeK     | 14   | Olivier Grouillard | Fondmetal-Ford     |       |               |          |        |

## A világbajnokság állása a verseny után
| H  | Versenyzők       | Pont | H  | Konstruktőrök    | Pont |
| -- | ---------------- | ---- | -- | ---------------- | ---- |
| 1. | Ayrton Senna     | 40   | 1. | McLaren-Honda    | 50   |
| 2. | Alain Prost      | 11   | 2. | Ferrari          | 16   |
| 3. | Gerhard Berger   | 10   | 3. | Williams-Renault | 12   |
| 4. | Nelson Piquet    | 6    | 4. | Benetton-Ford    | 9    |
| 5. | Riccardo Patrese | 6    | 5. | Tyrrell-Honda    | 5    |

## Statisztikák
Vezető helyen:
- Ayrton Senna: 78 (1-78)

Ayrton Senna 30. győzelme, 56. (R) pole-pozíciója, Alain Prost 35. (R) leggyorsabb köre.
- McLaren 90. győzelme.